# Istra (rijeka u Rusiji)
Istra (rus. Истра) rijeka je u Moskovskoj blasti u Rusiji.
Lijeva je pritoka Moskve.